# 吴逵 (吴兴)
吴逵（?—?），吴兴郡乌程县（今浙江省湖州市吴兴区）人，东晋至南朝宋人物。
吴逵家贫，时饥荒疾疫流行，全家父母兄弟等死者十三人，只有吴逵夫妻获免。夫妻白天则为人庸赁作工，夜则上山伐木烧砖造墓，一年中，修成七墓，葬十三棺。邻里赞赏他的行为而助他丧葬，他没有接受，被太守张崇优礼。南朝宋吴兴太守王韶之，以羔雁之礼对待他。擢升他补为功曹，他以寒门固辞不就。举孝廉，在家中去世。